# 초전기

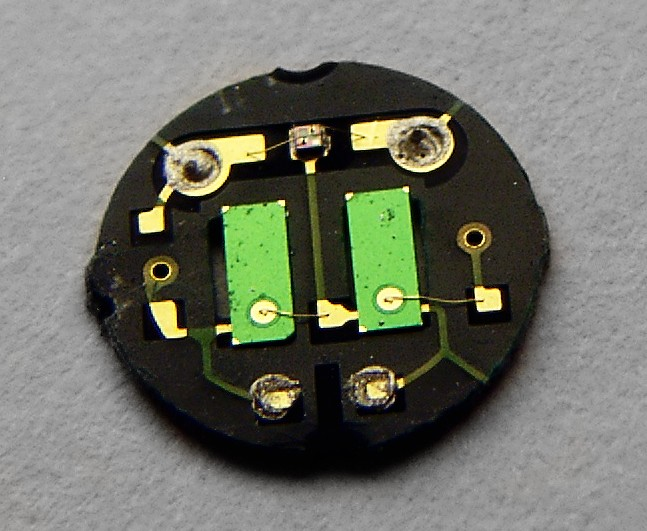
초전기 센서

초전기(焦電氣, Pyroelectricity)는 온도 변화에 따라 유전체의 분극 (표면 전하)이 변화하는 현상을 말한다. 초전기는 자연적으로 전기적으로 분극되어 결과적으로 큰 전기장을 포함하는 특정 결정의 특성이다. 초전기는 특정 물질이 가열되거나 냉각될 때 일시적인 전압을 생성하는 능력으로 설명할 수 있다. 온도 변화는 결정 구조 내의 원자 위치를 약간 변경하여 재료의 분극이 변경된다. 이러한 분극 변화는 결정 전체에 전압을 발생시킨다. 온도가 새로운 값으로 일정하게 유지되면 누설 전류로 인해 초전 전압이 점차 사라진다. 누전은 결정을 통해 이동하는 전자, 공기를 통해 이동하는 이온 또는 결정에 부착된 전압계를 통해 누출되는 전류로 인해 발생할 수 있다.

## 같이 보기
- 열전 효과
- 산화 아연